# Baroniet Sønderkarle
Baroniet Sønderkarle var et dansk baroni oprettet 13. marts 1819 for Poul Godske Berthouch-Lehn af hovedgårdene Højbygaard og Lungholm. Baroniet blev opløst ved lensafløsningen i 1925.